# Eddie Jemison
Edward F. „Eddie” Jemison (ur. 25 listopada 1963 w Nowym Orleanie) – amerykański aktor.

## Życiorys
Kształcił się na Louisiana State University. Występował jako aktor w teatrach w Chicago, zaczął też grać w produkcjach telewizyjnych (m.in. w epizodach seriali Sześć stóp pod ziemią i CSI: Kryminalne zagadki Las Vegas).
Popularność przyniosła mu rola Livingstona Della, znerwicowanego technika i członka tytułowej grupy w filmie Ocean’s Eleven: Ryzykowna gra. Postać tę zagrał także w pozostałych częściach serii. Powierzono mu również jedną z głównych ról w serialu Wyposażony produkowanym przez HBO.

## Wybrana filmografia
- 1996: Schizopolis
- 1997: The Relic
- 2001: Ocean’s Eleven: Ryzykowna gra
- 2003: Bruce Wszechmogący
- 2004: The Punisher
- 2004: Ocean’s Twelve: Dogrywka
- 2007: Kelnerka
- 2007: Ocean’s Thirteen
- 2009: The Informant!
- 2010: Justified: Bez przebaczenia